# Batalha de Arreste (364)
A Batalha de Arreste (em armênio: Առեստի ճակատամարտ) foi travada em 364 entre tropas do Reino da Armênia sob o general Bagoas Mamicônio e tropas do Império Sassânida sob o general Andicã. O conflito se deu no contexto da invasão da Armênia sob ordens do xá Sapor II (r. 309–379) após a assinatura da Paz de Nísibis de 363 com o imperador Joviano (r. 363–364) que fez com que o Império Romano deixasse de apoiar os armênios e seu rei cliente Ársaces II (r. 350–368). A fonte que cita a peleja, Fausto, o Bizantino, dá uma vitória decisiva aos armênios.

## Antecedentes
Desde a morte do imperador romano Constantino (r. 306–337), seus sucessores imediatos disputaram com o Império Sassânida a supremacia sobre o Reino da Armênia. Em 363, Juliano (r. 361–363) conduziu uma invasão desastrosa na Pérsia que terminou em sua morte. A Paz de Nísibis assinada por Joviano (r. 363–364) momentaneamente retirou o apoio romano aos armênios, o que deixou o país livre à invasão persa. Ainda no mesmo ano, o xainxá Sapor II (r. 309–379) conduziu em pessoa uma invasão em larga escala, que foi repelida. Uma segunda invasão ocorreu no ano seguinte, na qual Sapor dividiu suas forças em três partes, das quais uma ficou a cargo do general Andicã. O rei Ársaces III fez o mesmo e encarregou uma das três partes de suas forças a Bagoas Mamicônio, que encontrou Andicã próximo dos pesqueiros de Arreste.

## Batalha e rescaldo
A composição dos exércitos é desconhecida, salvo que os persas possuíam elefantes e os armênios possuíam algum contingente de cavalaria. Seja como for, assim que avistou o inimigo, Andicã preparou suas tropas para o combate, mas suas forças foram superadas e ele foi morto durante a luta. Bagoas, por sua vez, apercebeu-se dos elefantes do invasor e notou que um deles portava as insígnias reais. Acreditando que Sapor estivesse montado nele, desmontou seu cavalo, desembainhou sua espada e lançou-se contra o animal. Se arrastando por debaixo dele, o jarretou e provocou sua queda. No processo, Bagoas não teve tempo de sair do caminho e morreu esmagado pelo peso do elefante. De acordo com Fausto, o Bizantino, a morte de Bagoas foi a única baixa do lado armênio, enquanto nenhum persa sobreviveu. Ainda que tenha sido uma vitória decisiva, a guerra prolongar-se-ia pelos anos seguintes.